# Teorema de Mordell-Weil
O teorema de Mordell-Weil é um teorema matemático realizado por André Weil em 1928. Configura uma extensão a grupos abelianos em relação ao teorema de Mordell de 1922, este relacionado às curvas elípticas sobre {\displaystyle \mathbb {Q} }.

## Enunciado
O teorema de Mordell afirma que se {\displaystyle E:=y^{2}=f(x)} é uma curva elíptica racional não singular, isto é que {\displaystyle f} e {\displaystyle df} não tenham raízes comuns, então o grupo dos pontos racionais {\displaystyle E(\mathbb {Q} )} é um grupo abeliano finitamente gerado.
Isto quer dizer que este grupo vem a ser isomorfo ao produto {\displaystyle r} vezes {\displaystyle \mathbb {Z} } (a {\displaystyle r} se lhe conhece pelo conjunto imagem da curva) multiplicados por sua vez por uma certa quantidade de grupos finitos i.e.
{\displaystyle E(\mathbb {Q} )\cong \overbrace {\mathbb {Z} \oplus ...\oplus \mathbb {Z} } ^{r\;\;vezes}\oplus {\frac {\mathbb {Z} }{p_{1}^{\lambda _{1}}\mathbb {Z} }}\oplus ...\oplus {\frac {\mathbb {Z} }{p_{s}^{\lambda _{s}}\mathbb {Z} }}}
Se a curva é singular, então este teorema não é aplicável, mas além disso é que se mostra falso, pois então o grupo {\displaystyle E(\mathbb {Q} )} vem a ser isomorfo a {\displaystyle \mathbb {Q} } com a soma ou {\displaystyle \mathbb {Q} ^{*}} com a multiplicação, que não são finitamente gerados.